# 大山真未
大山 真未（おおやま まみ）は、日本の文部科学官僚。日本原子力研究開発機構理事や、文部科学省大臣官房審議官、文部科学省国際統括官兼日本ユネスコ国内委員会事務総長、宇宙航空研究開発機構理事等を経て、科学技術・学術政策研究所所長。

## 人物・経歴
鹿児島県出身。1987年九州大学法学部卒業、科学技術庁入庁。1994年ケンブリッジ大学大学院国際関係論修士課程修了、科学技術庁科学技術振興局研究振興課長補佐。1996年スタンフォード大学アジア太平洋研究所客員研究員。航空宇宙技術研究所総括研究企画官、航空宇宙技術研究所企画経営室次長等を経て、2003年文部科学省初等中等教育局児童生徒課生徒指導室長。2007年国連大学高等研究所アソシエイト・ディレクター、日本学術振興会国際事業部長。
2010年文部科学省科学技術・学術政策局科学技術・学術戦略官。2012年文部科学省初等中等教育局特別支援教育課長。2014年日本原子力研究開発機構事業計画統括部上席参事・部長。2015年日本原子力研究開発機構理事。2017年文部科学省大臣官房審議官（研究開発局担当）。2018年から文部科学省国際統括官兼日本ユネスコ国内委員会事務総長を務め、出入国管理及び難民認定法改正を受け、浮島智子文部科学副大臣が座長を務めた、外国人の受入れ・共生のための教育推進検討チームの事務局長として、外国人教育や留学生の就職への対応策などの検討にあたった。2020年宇宙航空研究開発機構理事。2023年文部科学省科学技術・学術政策研究所所長。2024年辞職。